# Fugitives Run
Fugitives Run es una película estadounidense del género comedia de 2005, dirigida por Philip Spink, escrita por Annie Frazier Henry, musicalizada por Joey Serlin, en la fotografía estuvo John Spooner y el elenco está compuesto por David Hasselhoff, Gordon Tootoosis y Vincent Gale, entre otros. El filme se estrenó el 8 de septiembre de 2005.

## Sinopsis
Dos hombres escapan de un desapacible sheriff y unos motociclistas, luego de que los culparan de atracar a los pueblerinos que se reunieron para jugar al bingo.